# Herman Wrangel (1857–1934)
Anton Magnus Herman Wrangel af Sauss, född 13 augusti 1857 på Salsta slott, Tensta socken, Uppsala län, död 9 oktober 1934 i Stockholm, var en svensk greve, diplomat, minister och tecknare. Han var Sveriges utrikesminister 1920–1921.

## Biografi
Wrangel avlade kansliexamen i Uppsala 1883. Från 1885 var han andre sekreterare vid Utrikesdepartementet samt förste sekreterare från 1889. Han var legationssekreterare vid de svenska beskickningarna i Paris 1890–1894, i Washington 1894–1896 och åter i Paris 1896–1900.
Wrangel tjänstgjorde som envoyé i Bryssel och Haag 1901–1904, i Sankt Petersburg 1904–1906 och i London 1906–1920. Som utrikesminister 1920–1921 deltog han bland annat som representant vid förhandlingarna i Paris 1919 inför grundandet av Nationernas förbund. Från 1924 var han envoyé i disponibilitet.
Liksom sin bror Fredrik intresserade han sig i ungdomsåren för konstnärlig verksamhet. Han finns representerad vid Uppsala universitetsbibliotek med ett porträtt av tonsättaren Carl Göran Nyblom i en skissbok.

### Privatliv
Wrangel var son till ryttmästaren och greven Fredrik Ulrik Wrangel af Sauss d.ä. (1820–1858) och friherrinnan Ulrika Sprengtporten (1828–1874), samt bror till Fredrik Ulrik Wrangel af Sauss d.y. (1847–1932). Från 1893 var han gift med Louise Charlotte Suzanne Baour (1869–1940). 

## Utmärkelser

### Svenska utmärkelser
- Riddare och kommendör av Kungl. Maj:ts orden (Serafimerorden), 6 juni 1931.[4]
- Konung Oscar II:s och Drottning Sofias guldbröllopsminnestecken, 6 juni 1907.[5]
- Konung Oscar II:s jubileumsminnestecken, 18 september 1897.[6]
- Kommendör med stora korset av Nordstjärneorden, 17 november 1908.[7]
- Kommendör av första klassen av Nordstjärneorden, 30 november 1901.[8]
- Riddare av Nordstjärneorden, 1 december 1892.[9]
- Kommendör av Vasaorden, 1 december 1898.[10]
- Konung Gustaf V:s olympiska minnesmedalj, 1912.[11]
- Guldmedaljen Illis quorum av 12:e storleken, 1918.

### Utländska utmärkelser
- Storkorset av Belgiska Leopoldsorden, 1906.[5]
- Storkorset av Bulgariska Sankt Alexanderorden, 1921.[12]
- Storkorset av Danska Dannebrogorden, 19 september 1921.[12]
- Första klassen av Egyptiska Nilorden, 1923.[12]
- Kommendör av Franska Hederslegionen, senast 1905.[13]
- Officer av Franska Hederslegionen, 1892.[14]
- Riddare av Franska Hederslegionen, 1 augusti 1888.[15]
- Officer av Italienska Sankt Mauritius- och Lazarusorden, 23 april 1888.[15]
- Storkorset av Nederländska Oranien-Nassauorden, 1901.[13]
- Storkorset av Peruanska Solorden, 1921.[12]
- Kommendör av Portugisiska Kristusorden, 12 maj 1888.[15]
- Riddare av Portugisiska orden da Conceiçao, 28 oktober 1886.[15]
- Riddare av andra klassen av Preussiska Röda örns orden, 1890.[15]
- Riddare av andra klassen av Preussiska Kronorden, 1888.[15]
- Riddare av första klassen av Ryska Sankt Annas orden, 1906.[5]
- Fjärde klassen av Siamesiska Vita elefantens orden, 1887.[15]
- Kommendör av Spanska Karl III:s orden, 11 juni 1888.[15]
- Storkorset med kedja av Storbritanniska Victoriaorden, 1912.[16]
- Storkorset av Storbritanniska Victoriaorden, 1908.[5]
- Första klassen av Turkiska Osmanié-orden, 1921.[12]
- Andra klassen av Turkiska Meschidie-orden, senast 1892.[15]
- Första klassen av Ungerska förtjänstkorset, 1929.[17]